# Marianne Krüll
Marianne Krüll (* 11. Juni 1936 als Marianne Höppner in Berlin) ist eine deutsche wissenschaftliche Autorin und Soziologin.

## Leben
Krüll besuchte die Schule bis zum Abitur (1955) in Berlin. Nach Auslandsaufenthalten (USA, Marokko, Frankreich) durchlief sie eine Ausbildung zur Übersetzerin/Dolmetscherin (Englisch und Französisch), an die sich ein einjähriges Sprachstudium in Spanien anschloss. Von 1960 bis 1965 absolvierte sie ein Studium der Soziologie an der Freien Universität Berlin, das sie mit dem Diplom abschloss.
1965 wurde sie Wissenschaftliche Mitarbeiterin an der Sozialforschungsstelle der Universität Münster in Dortmund. Von 1966 bis 1974 unterbrach sie ihre Erwerbstätigkeit wegen Mutterschaft, begann aber schon 1971 mit einem Promotionsstudium an der Universität Bonn, das sie 1973 mit einer Dissertation über Geschlechtsrollenleitbilder in Stadt- und Landfamilien abschloss. Von 1974 bis 1993 arbeitete sie erst als Wissenschaftliche Assistentin, dann als Akademische Rätin am Seminar für Soziologie der Universität Bonn. Ihre Schwerpunkte in der akademischen Lehre waren: Empirische Sozialforschung, Frauenforschung, Sozialisationsforschung, Erkenntnistheorie, Wissenssoziologie und Wissenschaftssoziologie.
In der Forschung arbeitete sie im Grenzgebiet zwischen Soziologie und Psychologie. 1977 erschien Schizophrenie und Gesellschaft. Zum Menschenbild in Psychiatrie und Soziologie, und 1979 die viel beachtete und in 4 Sprachen übersetzte Studie über die familiendynamischen Hintergründe von Sigmund Freuds Theorie der Psychoanalyse Freud und sein Vater. Die Entstehung der Psychoanalyse und Freuds ungelöste Vaterbindung.
In den 1980er Jahren widmete sie sich zunehmend der feministischen Frauenforschung, gründete die Arbeitsgemeinschaft Frauenforschung der Universität Bonn, war hochschulpolitisch aktiv, publizierte, referierte und organisierte Tagungen zu Themen der interdisziplinären Frauenforschung. Besondere Verbindungen ergaben sich zur systemischen Familientherapie und den dort vertretenen feministischen Ansätzen. In dieser Zeit war sie auch gemeinsam mit Hans-Werner Gessmann eine der Mitbegründerinnen des systemischen Familientherapie-Studiums im Psychotherapeutischen Institut Bergerhausen.
Parallel hierzu arbeitete sie an zwei großen Forschungsprojekten: zum einen an einer Studie über das menschliche vorgeburtliche Leben, die Geburt und die ersten Lebensjahre bis zum Spracherwerb, die 1989 unter dem Titel Die Geburt ist nicht der Anfang. Die ersten Kapitel unseres Lebens – neu erzählt veröffentlicht wurde; zum anderen an einer Mehrgenerationen-Geschichte der Familie von Heinrich und Thomas Mann Im Netz der Zauberer. Eine andere Geschichte der Familie Mann, die 1991 erschien und zeitweilig ein Bestseller war. Sie wurde in fünf Sprachen übersetzt.
1993 ließ sie sich bis zu ihrer vorzeitigen Pensionierung (1998) ohne Besoldung beurlauben, um sich ihrer Vortragstätigkeit und neuen Projekten zu widmen. Sie begann, ihre eigene Familiengeschichte aufzuarbeiten. 2001 erschien Käthe, meine Mutter. Daran anschließend leitete sie Seminare zum Thema Mütter-Töchter-Beziehungen, die zu einer Publikation Die Mutter in mir. Wie Töchter sich mit ihrer Mutter versöhnen führten.
Ihre privaten Interessen sind seit den 1980er Jahren weibliche Spiritualität und Matriarchatsforschung. Seit 1996 beschäftigt sie sich zudem mit der Erforschung der mysteriösen Kornkreise in Süd-England und in anderen Ländern.

## Werke (Auswahl)
- Schizophrenie und Gesellschaft. Zum Menschenbild in Psychiatrie und Soziologie. C.H. Beck Verlag, München 1977. (2. Auflage. Fischer Taschenbuch Verlag, Frankfurt am Main 1986, ISBN 3-596-42286-8)
- Freud und sein Vater. Die Entstehung der Psychoanalyse und Freuds ungelöste Vaterbindung. C.H. Beck Verlag, München 1979. (Neuauflage: Psychosozial-Verlag, Gießen 2004, ISBN 3-89806-361-5. Übersetzungen ins Englische, Französische, Italienische, Japanische)
- Die Geburt ist nicht der Anfang. Die ersten Kapitel unseres Lebens – neu erzählt. 1989. (Vollständig überarbeitete und aktualisierte Neuauflage. Klett-Cotta Verlag, Stuttgart 2009, ISBN 978-3-608-94556-0)
- als Herausgeberin: Wege aus der männlichen Wissenschaft. Perspektiven feministischer Erkenntnistheorie. Centaurus-Verlagsgesellschaft, Pfaffenweiler 1990, ISBN 3-89085-383-8.
- Im Netz der Zauberer. Eine andere Geschichte der Familie Mann. Arche Verlag, Zürich 1991. (14. durchgesehene und ergänzte Auflage. Fischer Taschenbuch Verlag, Frankfurt am Main 2010, ISBN 978-3-596-11381-1, Übersetzungen ins Französische, Italienische, Spanische, Japanische, Portugiesische (Brasilianische))
- als Mitautorin: Feministische Soziologie – Eine Einführung. Campus-Verlag, Frankfurt / New York 1992. (2. erweiterte und überarbeitete Neuausgabe 1997, ISBN 3-593-35706-2)
- Käthe, meine Mutter. 2001. (2. Auflage. Christel-Göttert-Verlag, Rüsselsheim 2005, ISBN 3-922499-78-3)
- Die Mutter in mir. Wie Töchter sich mit ihrer Mutter versöhnen. Klett-Cotta Verlag, Stuttgart 2007. (3. Auflage. 2011, ISBN 978-3-608-94474-7)